# Röllikesläktet
Röllikesläktet (Achillea) är ett släkte med omkring 85 gömfröväxter i växtfamiljen korgblommiga växter . Röllikorna förekommer i Europa och tempererade områden i Asien. Några få finns i Nordamerika. Typiskt för dessa växter är de flikiga, sträva, aromatiska bladen.
Röllikesläktets arter har stora platta samlingar av små blommor längst upp på stjälken. Blommorna kan vara vita, gula, orange, rosa eller röda. Ett antal arter är omtyckta trädgårdsväxter.
Släktet är uppkallat efter Akilles i den grekiska mytologin. Enligt Iliaden använde Akilles soldater röllikor för att behandla sårskador. Detta har givit röllikan de folkliga namnen soldatört och sårläka.

## Bildgalleri

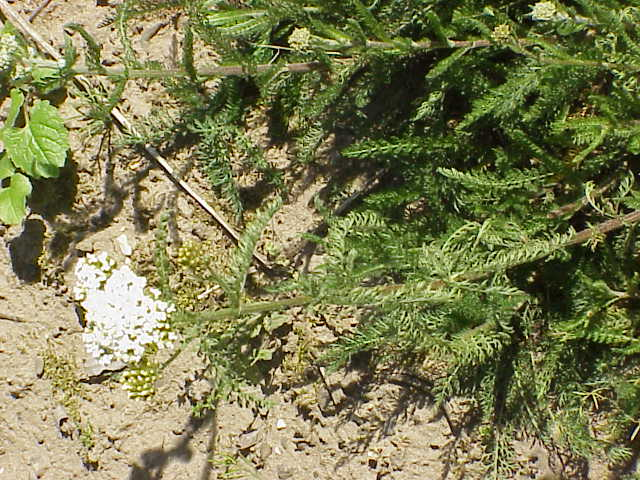
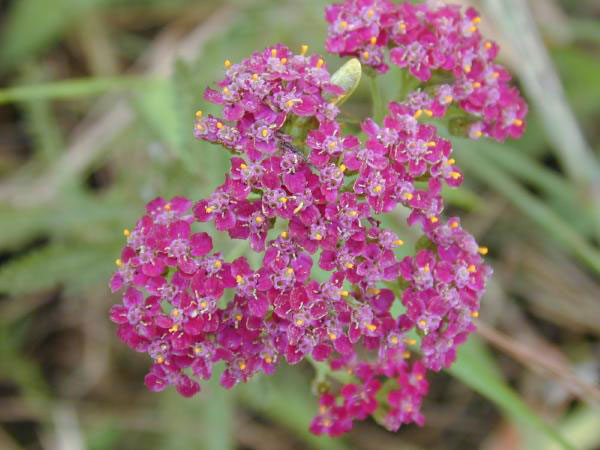
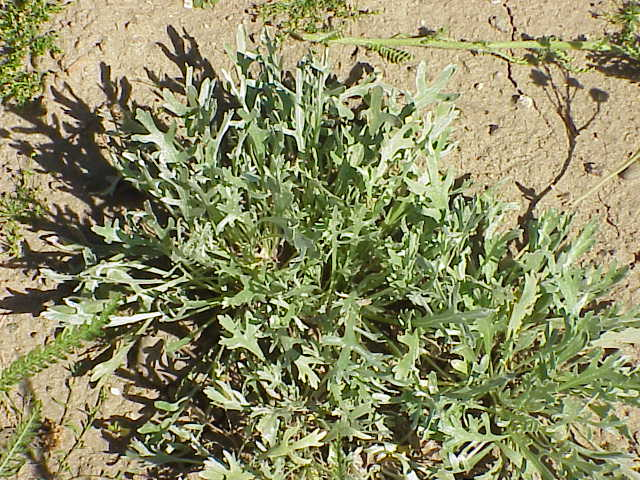
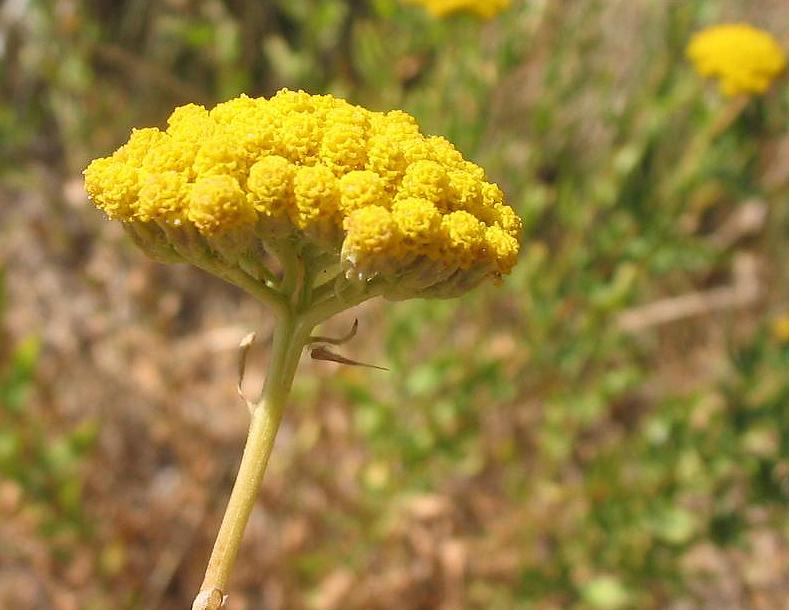
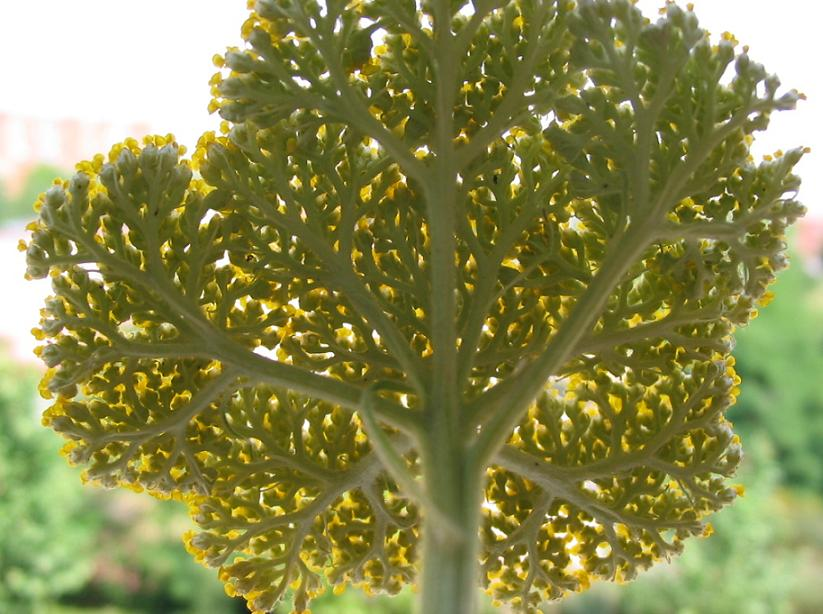

## Dottertaxa till Röllikor, i alfabetisk ordning[1]
- Achillea abrotanoides
- Achillea absinthoides
- Achillea acuminata
- Achillea aegyptiaca
- Achillea ageratifolia
- Achillea ageratum
- Achillea albinea
- Achillea aleppica
- Achillea alexandri-regis
- Achillea alpina
- Achillea ambrosiaca
- Achillea apiculata
- Achillea arabica
- Achillea armenorum
- Achillea asiatica
- Achillea aspleniifolia
- Achillea atrata
- Achillea aucheri
- Achillea auriculata
- Achillea baikalensis
- Achillea barbeyana
- Achillea barrelieri
- Achillea biserrata
- Achillea boissieri
- Achillea brachyphylla
- Achillea bucharica
- Achillea callichroa
- Achillea cappadocica
- Achillea carpatica
- Achillea chamaecyparissus
- Achillea chamaemelifolia
- Achillea cheilanthifolia
- Achillea chrysocoma
- Achillea clavennae
- Achillea clusiana
- Achillea clypeolata
- Achillea coarctata
- Achillea collina
- Achillea condensata
- Achillea conferta
- Achillea cucullata
- Achillea cuneatiloba
- Achillea decolorans
- Achillea decumbens
- Achillea erba-rotta
- Achillea eriophora
- Achillea euxina
- Achillea falcata
- Achillea filipendulina
- Achillea formosa
- Achillea fraasii
- Achillea fragrantissima
- Achillea glaberrima
- Achillea goniocephala
- Achillea graja
- Achillea grandifolia
- Achillea gypsicola
- Achillea haussknechtii
- Achillea heterophylla
- Achillea holosericea
- Achillea horanszkyi
- Achillea huber-morathii
- Achillea illiczevski
- Achillea impatiens
- Achillea incognita
- Achillea inundata
- Achillea japonica
- Achillea karatavica
- Achillea kellalensis
- Achillea ketenoglui
- Achillea kotschyi
- Achillea laggeri
- Achillea lanulosa
- Achillea latiloba
- Achillea ledebourii
- Achillea leptophylla
- Achillea leptophylloides
- Achillea lereschei
- Achillea ligustica
- Achillea lycaonica
- Achillea macrocephala
- Achillea magna
- Achillea magnifica
- Achillea maritima
- Achillea maura
- Achillea membranacea
- Achillea micrantha
- Achillea micranthoides
- Achillea millefolium
- Achillea milliana
- Achillea mollis
- Achillea monocephala
- Achillea multifida
- Achillea nigrescens
- Achillea nobilis
- Achillea obscura
- Achillea occulta
- Achillea ochroleuca
- Achillea oligocephala
- Achillea oxyloba
- Achillea oxyodonta
- Achillea pachycephala
- Achillea phrygia
- Achillea pseudoaleppica
- Achillea pseudopectinata
- Achillea ptarmica
- Achillea ptarmicifolia
- Achillea ptarmicoides
- Achillea pyrenaica
- Achillea rhodoptarmica
- Achillea rupestris
- Achillea salicifolia
- Achillea santolinoides
- Achillea schischkinii
- Achillea schmakovii
- Achillea schneideri
- Achillea schugnanica
- Achillea sedelmeyeriana
- Achillea seidlii
- Achillea sergievskiana
- Achillea setacea
- Achillea sieheana
- Achillea sinensis
- Achillea sintenisii
- Achillea sipikorensis
- Achillea spinulifolia
- Achillea squarrosa
- Achillea stepposa
- Achillea styriaca
- Achillea submicrantha
- Achillea subtaurica
- Achillea talagonica
- Achillea taygetea
- Achillea tenuifolia
- Achillea teretifolia
- Achillea thracica
- Achillea tomentosa
- Achillea tuzsonii
- Achillea umbellata
- Achillea valesiaca
- Achillea vermicularis
- Achillea wilsoniana
- Achillea virescens